# Statue-menhir de Triby
La statue-menhir de Triby, appelée aussi statue-menhir de Fabié, est une statue-menhir appartenant au groupe rouergat découverte à Nages, dans le département du Tarn en France.

## Historique
La statue-menhir est inscrite monument historique au titre d'objet depuis le 13 novembre 2019.
La statue-menhir a été découverte avant 1873 près de la lande de Naujac sur une ligne de crête et redressée sur place.

## Description
La statue-menhir a été gravée sur une dalle de granite d'origine locale mesurant 2,10 m de hauteur sur 0,91 m de largeur et 0,42 m de largeur au sommet et aux arêtes arrondis.
La statue est complète mais elle est très usée, dressée en extérieur, les gravures sont désormais érodées et couvertes de lichens. C'est une statue masculine. Les gravures encore visibles sont connues grâce à un cliché photographique de l'abbé Hermet. Les seuls attributs anthropomorphes qui y sont encore représentés sont les jambes accolées et les pieds. Le personnage porte un baudrier avec « l'objet » et une ceinture qui fait le tour de la statue.
Une croix et l'inscription « 1881 » ont été gravées au bas de la statue côté postérieur.